# Quarto Cagnino

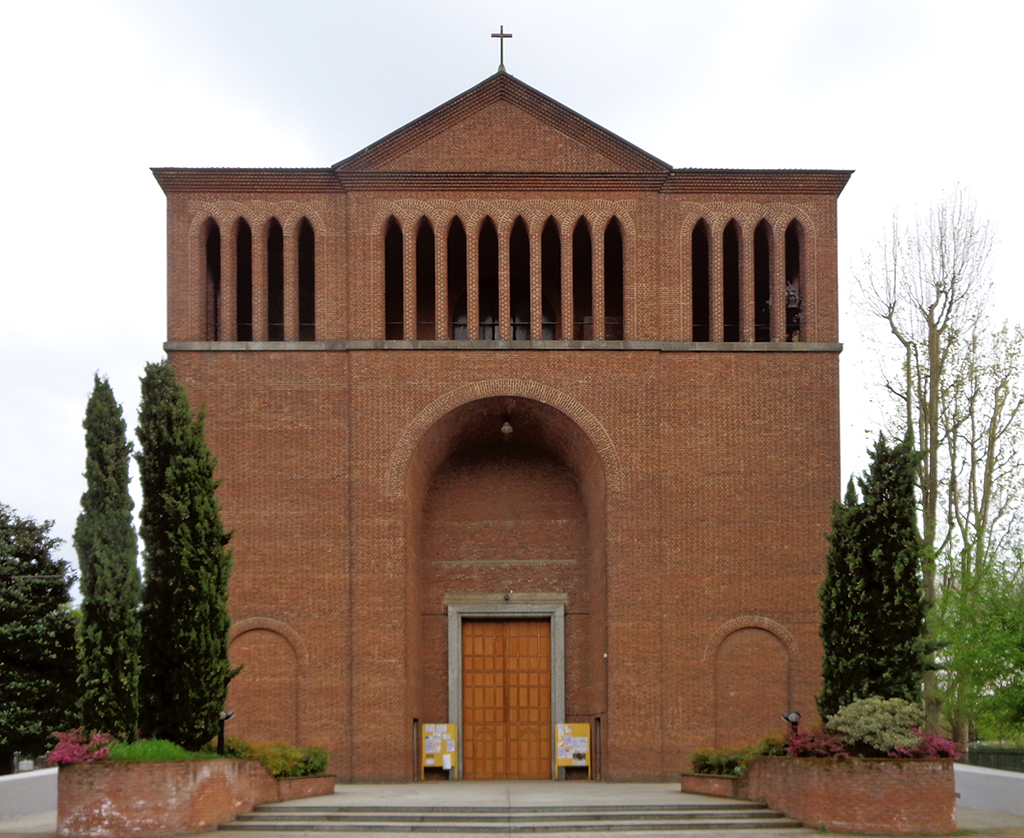
Die Pfarrkirche

Quarto Cagnino (lombardisch Quart ['kwart]) ist ein Stadtteil von Mailand. Er gehört zum 7. Stadtbezirk.

## Geschichte
Das Dorf Quarto Cagnino gehörte historisch zum Pfarrbezirk Trenno.
1808 wurde Quarto Cagnino per Napoleonischen Dekret mit vielen anderen Vororten nach Mailand eingemeindet. Mit der Wiederherstellung des Österreichischen Herrschafts wurde die Gemeinde 1816 wieder selbstständig.
Bei der Gründung des Königreichs Italien (1861) zählte die Gemeinde Quarto Cagnino 473 Einwohner. Nur wenige Jahre später, 1869, wurde sie in die Gemeinde Trenno eingemeindet. 1923 verlor auch die Gemeinde Trenno ihre Selbstständigkeit und wurde in die Stadt Mailand eingemeindet.